# Dawit Seyaum
Dawit Seyaum Biratu (née le 27 juillet 1996) est une athlète éthiopienne, spécialiste des courses de demi-fond.

## Biographie
Elle remporte la médaille d'argent des championnats du monde cadets 2013, à Donetsk, et s'adjuge cette même année le titre du 1 500 m lors des championnats d'Afrique juniors se déroulant à Bambous à l'île Maurice. 
En 2014, elle s'impose lors du Meeting international Mohammed-VI à Marrakech au Maroc, en descendant pour la première fois de sa carrière sous les 4 minutes sur 1 500 m (3 min 59 s 53). Quelques jours plus tard, elle prend la deuxième place du meeting ligue de diamant de l'Adidas Grand Prix à New York, derrière la Suédoise Abeba Aregawi. En juillet 2014, à Eugene, Dawit Seyaum devient championne du monde junior du 1 500 m dans le temps de 4 min 9 s 86. Elle remporte par la suite la médaille d'argent des championnats d'Afrique, à Marrakech, devancée par la Kényane Hellen Obiri. En fin de saison, sous les couleurs de l'Afrique, elle se classe troisième de la coupe continentale de Marrakech.
Elle décroche son deuxième titre continental junior consécutif en mars 2015 aux championnats d'Afrique juniors d'Addis-Abeba où elle s'impose sur 1 500 m dans le temps de 4 min 15 s 94. 
En septembre elle remporte les Jeux africains de Brazzaville.
Le 19 mars 2016, Seyaum devient vice-championne du monde en salle lors des championnats du monde en salle de Portland sur 1 500 m en 4 min 05 s 30. Elle est devancée par la Néerlandaise Sifan Hassan (4 min 04 s 96) mais devance sa compatriote Gudaf Tsegay (4 min 05 s 71).
En juillet 2022, elle obtient la médaille de bronze du 5 000 m lors des Championnats du monde d'athlétisme 2022, à Eugene, devancée par Gudaf Tsegay et Beatrice Chebet

## Palmarès
| Date | Compétition                    | Lieu             | Résultat | Épreuve | Temps          |
| ---- | ------------------------------ | ---------------- | -------- | ------- | -------------- |
| 2013 | Championnats du monde jeunesse | Donetsk          | 2e       | 1 500 m | 4 min 15 s 51  |
| 2013 | Championnats d'Afrique juniors | Bambous          | 1re      | 1 500 m | 4 min 9 s 00   |
| 2014 | Championnats du monde juniors  | Eugene           | 1er      | 1 500 m | 4 min 09 s 86  |
| 2014 | Championnats d'Afrique         | Marrakech        | 2e       | 1 500 m | 4 min 10 s 92  |
| 2014 | Coupe continentale             | Marrakech        | 3e       | 1 500 m | 4 min 07 s 61  |
| 2015 | Championnats d'Afrique juniors | Addis-Abeba      | 1re      | 1 500 m | 4 min 15 s 94  |
| 2015 | Championnats du monde          | Pékin            | 4e       | 1 500 m | 4 min 10 s 26  |
| 2015 | Jeux africains                 | Brazzaville      | 1re      | 1 500 m | 4 min 16 s 69  |
| 2016 | Championnats du monde en salle | Portland         | 2e       | 1 500 m | 4 min 05 s 30  |
| 2016 | Jeux olympiques                | Rio de Janeiro   | 8e       | 1 500 m | 4 min 13 s 14  |
| 2016 | Ligue de diamant               | Ligue de diamant | 5e       | 1 500 m | détails        |
| 2017 | Ligue de diamant               | Ligue de diamant | 12e      | 1 500 m | 4 min 12 s 92  |
| 2022 | Championnats du monde          | Eugene           | 3e       | 5 000 m | 14 min 47 s 36 |

## Records
| Épreuve | Performance   | Lieu   | Date        |
| ------- | ------------- | ------ | ----------- |
| 1 500 m | 3 min 58 s 10 | Eugene | 28 mai 2016 |